# Epicharis
Epicharis es un género de abejas de la familia Apidae, tribu Centridini. Contiene menos de 40 especies. Se las encuentra en los neotrópicos, desde México a Brasil. La mayoría presentan adaptaciones para acarrear aceites florales además de polen y néctar. Generalmente coleccionan aceites florales de plantas de la familia Malpighiaceae, aunque también visitan otras plantas. También suelen coleccionar resinas para la construcción de las celdillas del nido.
Estudios recientes indican que son un clado hermano de las abejas corbiculadas (el grupo más conocido y más usado en agricultura) y de Centris
Son abejas grandes, generalmente con cabeza y mesosoma negros. El metasoma es, a menudo, rojo y o con manchas o franjas amarillas brillantes. Se distinguen de Centris por tener dos o tres pares de setas con forma de látigos que se dirigen hacia atrás desde el borde posterior de los ojos.